# Magma – Die Welt brennt
Magma – Die Welt brennt (Originaltitel: Magma: Volcanic Disaster) ist ein US-amerikanischer Science-Fiction-Actionfilm aus dem Jahr 2006. Regie führte Ian Gilmore, das Drehbuch schrieb Rebecca Rian.

## Handlung
Der Film beginnt damit, dass eine Gruppe der Geologen von einem Vulkanausbruch überrascht wird. Sie rufen Hilfe, werden jedoch getötet, bevor diese kommt. In der nächsten Szene überredet eine Studentin den Geologen Peter Shepherd, dass er sie als Teammitglied auf seine nächste Forschungsreise mitnimmt.
Die Anzahl der Vulkanausbrüche nimmt auf der ganzen Welt zu. Shepherd und seine Leute vermuten, dass die Aktivitäten der Vulkane das Leben auf der Erde gefährden. Eine Eruption zerstört große Teile von Japan. Shepherd entwickelt einen Plan, dank dem der aufgestaute Magmadruck durch eine Serie der nuklearen Explosionen kontrolliert abgebaut werden soll. Der Plan wird durchgeführt mit Hilfe eines U-Bootes, das Torpedos einsetzt. Es gelingt und die Eruptionen nehmen ab. Shepherd versöhnt sich mit seiner Ehefrau.

## Kritiken
Scott Weinberg schrieb am 8. Dezember 2006 auf www.dvdtalk.com, der Film wirke „grauenhaft gestelzt“ („horrifically stilted“). Bis auf die „desinteressierte“, aber „immer noch erfreuliche“ Darstellung von Berkeley biete der Film nichts, was nicht bereits aus vergleichbaren Filmen bekannt wäre. Weinberg kritisierte außer der Handlung die „dummen“ Dialoge, die „langweilige“ Regie und einige der Spezialeffekte.

## Hintergründe
Der Film wurde in Bulgarien gedreht. Er wurde als Fernsehfilm produziert, jedoch in Griechenland und in den USA auf DVD veröffentlicht.